# Zaborze (Kielce)
Pour les articles homonymes, voir Zaborze.
Zaborze est une localité polonaise de la gmina de Morawica, située dans le powiat de Kielce en voïvodie de Sainte-Croix.